# Локомотив (хокейний клуб, Москва)
Локомотив (рос. Локомотив) — радянський хокейний клуб із Москви. Заснований 1947 року. У 1949–1982 роках брав участь у чемпіонатах СРСР. Розформовано 1983 року.

## Історія
Клуб засновано 1947 року. У сезоні 1947 — 1948 вперше брав участь у чемпіонаті СРСР в центральній зоні другої групи та посів четверте місце. В сезоні 1949 — 1950 під керівництвом Олександра Новокрещьонова команда дебютувала у класі найсильніших, але зайняла останнє 12-е місце. Після цього команда вибула з вищої ліги та припинила виступи у чемпіонатах країни. У 1954 році брала участь у Кубку СРСР, дійшла до 1/8 фіналу. З сезону 1955 — 1956 команда закріпилась у Вищій лізі чемпіонату СРСР, провівши загалом у ній 17 сезонів (останній 1971/72), ставши бронзовим призером у 1961 році (в складі клубу виступала найсильніша тоді трійка Микола Снєтков (Валентин Козін) — Віктор Якушев — Віктор Циплаков). Найбільш титулованим вважається Віктор Якушев, який у складі збірної СРСР виступав на чемпіонатах світу та Європи 1959 — 1961 та 1963 — 1967 рр. Він п'ятиразовий чемпіон світу, семиразовий чемпіон Європи та чемпіон Олімпійських ігор 1964 року. Десятка найкращих бомбардирів «Локомотива» у чемпіонатах СРСР за всю історію виступів у вищій лізі є наступною: В. Циплаков — 263, В. Якушев — 161, В. Козін — 161, М. Снєтков — 140, Ю. Чумичкін — 110, О. Сафронов — 94, В. Каменєв — 87, В. Велічкін — 68, М. Ржевцєв — 67, О. Гришин — 65. «Локомотив» вигравав двічі Кубок Шпенглера у 1967 та 1969 роках, а також Кубок Бухареста 1963. По закінченні сезону 1982 — 1983 команду було вирішено розформувати.

## Статистика
Статистика дана тільки для виступів клубу в вищій лізі чемпіонату СРСР.
| Сезон   | Місце  | Ігри | Перемоги | Нічиї | Поразки | Різниця шайб | Очки |
| ------- | ------ | ---- | -------- | ----- | ------- | ------------ | ---- |
| 1949/50 | 12     | 22   | 2        | 3     | 17      | 39 : 116     | 7    |
| 1955/56 | 14     | 28   | 5        | 3     | 20      | 76 : 138     | 13   |
| 1956/57 | 7      | 30   | 12       | 5     | 13      | 102 : 124    | 29   |
| 1957/58 | 4      | 33   | 14       | 6     | 13      | 134 : 116    | 34   |
| 1958/59 | 4      | 27   | 12       | 6     | 9       | 93 : 74      | 30   |
| 1959/60 | 4      | 35   | 17       | 2     | 16      | 111 : 114    | 36   |
| 1960/61 | 3      | 31   | 20       | 2     | 9       | 116 : 82     | 42   |
| 1961/62 | 4      | 38   | 27       | 3     | 8       | 190 : 92     | 57   |
| 1962/63 | 5      | 37   | 18       | 11    | 8       | 137 : 101    | 47   |
| 1963/64 | 4      | 36   | 20       | 2     | 14      | 135 : 112    | 42   |
| 1964/65 | 7      | 36   | 12       | 5     | 19      | 109 : 124    | 29   |
| 1965/66 | 5      | 36   | 16       | 4     | 16      | 114 : 135    | 36   |
| 1966/67 | 7      | 44   | 16       | 8     | 20      | 153 : 158    | 40   |
| 1967/68 | 6      | 44   | 21       | 4     | 19      | 149 : 151    | 46   |
| 1968/69 | 7      | 90   | 65       | 7     | 18      | 446 : 219    | 137  |
| 1969/70 | 10     | 44   | 12       | 5     | 27      | 117 : 199    | 29   |
| 1971/72 | 9      | 32   | 5        | 1     | 26      | 79 : 156     | 11   |
| Всього  | Всього | 643  | 294      | 77    | 272     | 2300 : 2211  | 665  |

## Головні тренери
- Новокрещьонов Олександр Никифорович (1947–1951)
- Астапов Леонід Васильович (… — 1956)
- Дмитрієвський Юрій Леонтійович (1956)
- Соколов Борис Павлович (1956–1957)
- Кострюков Анатолій Михайлович (1957–1960)
- Мкртичан Григорій Мкртичевич (1960–1962)
- Кострюков Анатолій Михайлович (1962–1973)
- Богінов Дмитро Миколайович[ru] (1973–1975)
- Ільїн Станислав Олексійович (1975–1978)
- Карпов Микола Іванович (1978–1980)
- Циплаков Віктор Васильович (1980–1983)

## Відомі гравці
- Віктор Якушев
- Микола Снєтков
- Віктор Циплаков
- Валентин Козін
- Олександр Пашков
- Євген Зимін
- Євген Мішаков
- Борис Михайлов